# Växjö Lakers
Die Växjö Lakers sind ein Eishockeyklub aus Växjö in Schweden, der 1997 gegründet wurde, seit 2011 in der Svenska Hockeyligan spielt und 2015 erstmals die Meisterschaft gewann. Die Heimspiele des Vereins werden in der Vida Arena ausgetragen.

## Geschichte

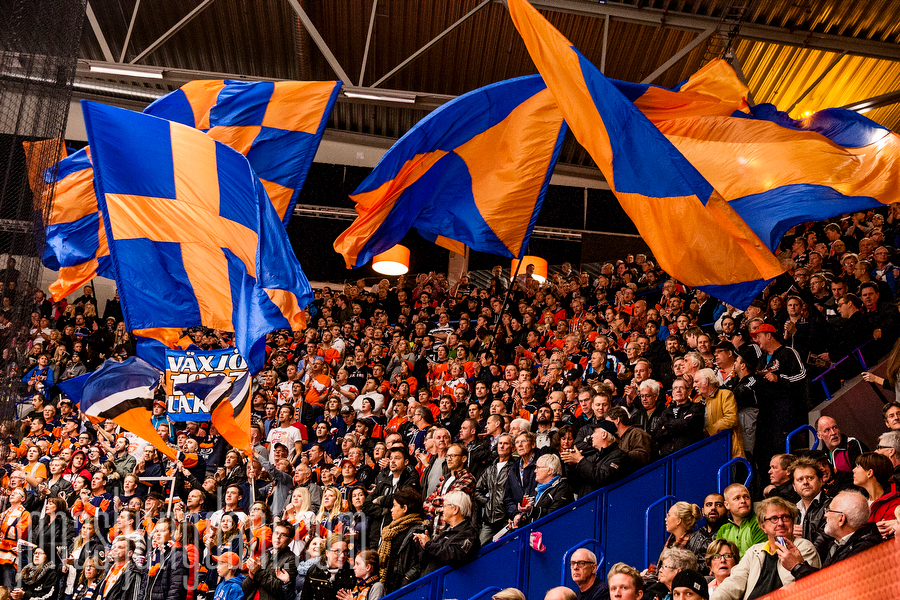
Fans der Lakers (2013)

Der Stammverein der Växjö Lakers wurde 1971 gegründet. 1997 wurde die Eishockeyabteilung ausgelagert und nannte sich fortan Växjö Lakers Hockey. Zunächst spielte der Verein in der drittklassigen Division 1, dessen Meisterschaft der Verein 2002 und 2003 gewann. 2003 gelang der Aufstieg in die HockeyAllsvenskan. In der Saison 2010/11 gewann das Team die Meisterschaft der HockeyAllsvenskan und qualifizierte sich damit für die Kvalserien um den Aufstieg in die Elitserien. In dieser gewann das Team insgesamt neun der zehn Spiele und stieg damit erstmals in die erste Spielklasse auf.
Neben der Profimannschaft unterhält der Verein Nachwuchsmannschaften aller Altersklassen sowie ein Frauenteam.
In der Saison 2014/15 wurden die Lakers erstmals in ihrer Vereinsgeschichte schwedischer Meister, als sie im Play-off-Finale den Vorjahresmeister Skellefteå AIK mit einem 3:2-Sieg bezwangen. 2018 gewann der Klub seine zweite, 2021 seine dritte und 2023 seine vierte schwedische Meisterschaft.

## Heimspielstätte

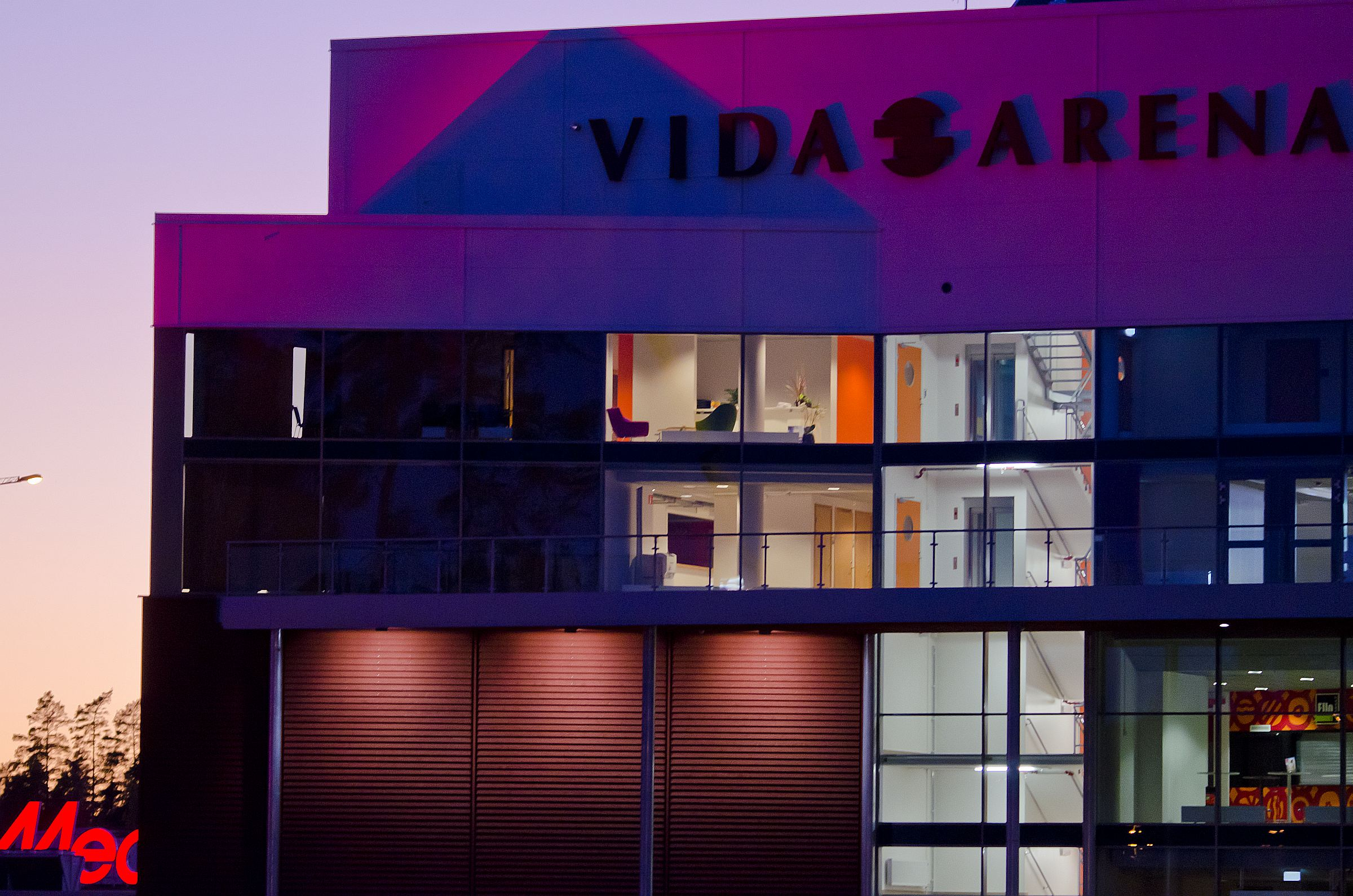
Vida Arena

Für die Heimspiele der Vereinsmannschaften wurde anfänglich die Växjö Ishall genutzt, die 1970 erbaut wurde und seit einem Umbau 2006 Platz für 4015 Zuschauer bot. Den besten Zuschauerschnitt in der alten Halle hatte der Verein in der ersten Zweitliga-Saison 2003/04, als durchschnittlich 2977 Zuschauern die Heimspiele besuchten. Mit Beginn der Saison 2011/12 zog der Verein in die neue Vida Arena um.

## Spieler

### Meisterkader
2014/15
| Torhüter: Cristopher Nihlstorp, Stefan Steen Verteidiger: Sebastian Erixon, Teemu Laakso, Eddie Larsson, Niclas Lundgren, Eric Martinsson, Cory Murphy, Ville Varakas, Noah Welch Angreifer: Josh Hennessy, Alexander Johansson, Nick Johnson, Erik Josefsson, Tomi Kallio, Tuomas Kiiskinen, Jani Lajunen, Patrik Lundh, Rhett Rakhshani, Liam Reddox, Robert Rosén, Gustav Rydahl, Jeff Tambellini Trainerstab: Sam Hallam, Fredrik Hellgren, Nicklas Rahm |

2017/18
| Torhüter: Viktor Andrén, Pontus Eltonius, Viktor Fasth Verteidiger: Peter Andersson, Oliver Bohm, Linus Högberg, Arvid Lundberg, Eric Martinsson, Joel Persson, Daniel Rahimi, Noah Welch Angreifer: Linus Fröberg, Erik Josefsson, Andy Miele, Robert Rosén, Dennis Rasmussen, Brendan Shinnimin, Elias Pettersson, Nils Carnbäck, Tuomas Kiiskinen, Liam Reddox, Janne Pesonen, Adam Brodecki, Jonas Røndbjerg, Andrew Calof, Pontus Netterberg, Martin Lundberg Trainerstab: Sam Hallam, Fredrik Hellgren, Jörgen Jönsson |

2020/21
| Torhüter: Viktor Fasth, Erik Källgren Verteidiger: Peter Andersson, Tim Erixon, Christian Folin, Hardy Häman Aktell, Miika Koivisto, Ilari Melart, Linus Nässén, Joel Persson, Juuso Vainio Angreifer: Andrew Calof, Jack Drury, Emil Forslund, Brendan Gaunce, Richard Gynge, Pontus Holmberg, Erik Josefsson, Fredrik Karlström, Martin Lundberg, Ludvig Nilsson, Emil Pettersson, Robert Rosén, Victor Stjernborg, Marcus Sylvegård Trainerstab: Sam Hallam, Fredrik Hellgren, Tobias Thermell |

### Bekannte Spieler

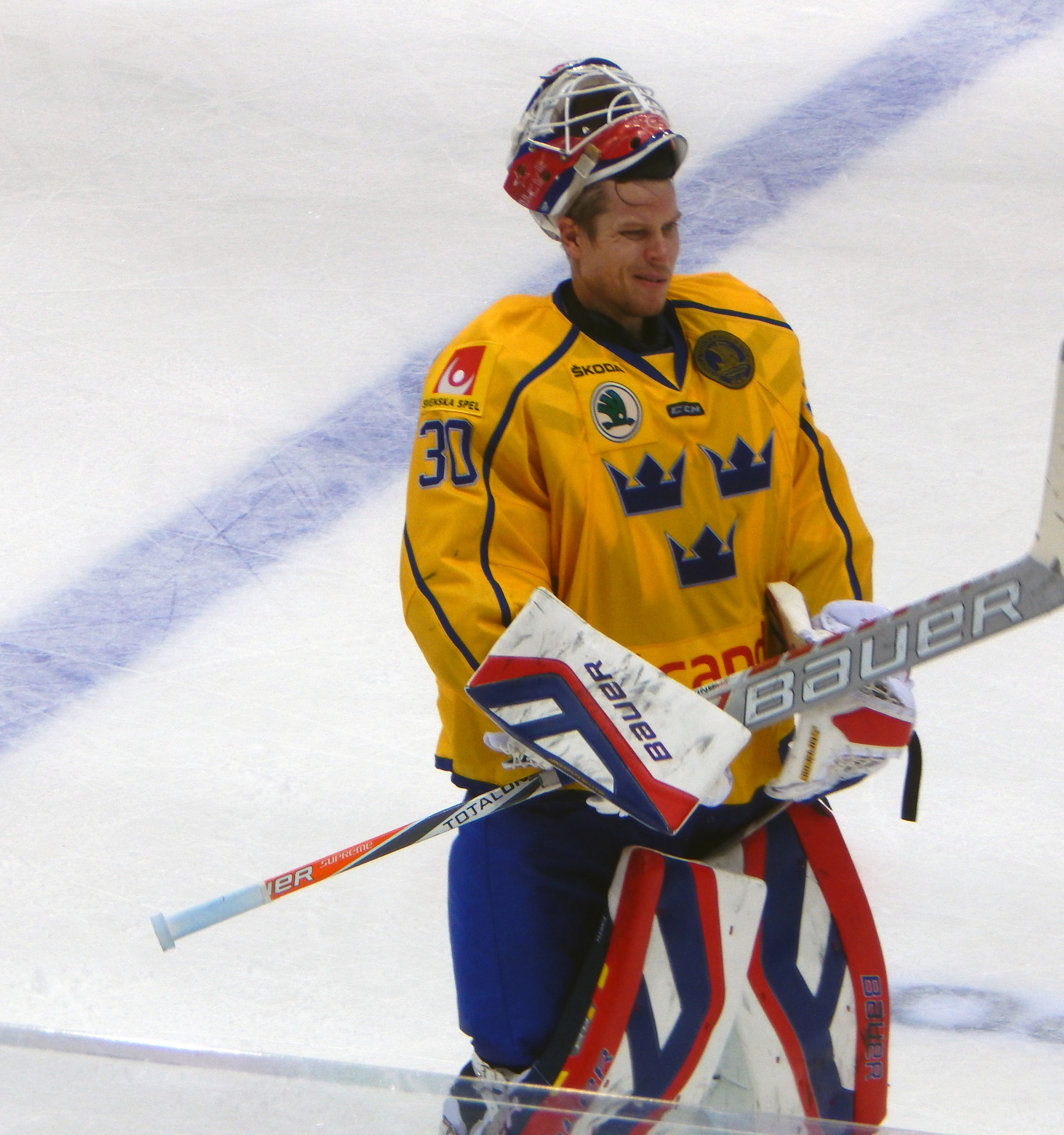
Viktor Fasth, Torhüter der Växjö Lakers

- Shjon Podein
- David Lundbohm
- Steve Saviano
- Marcus Weinstock
- Pål Grotnes
- Josh Soares
- Viktor Fasth
- Martin Gerber
- Elias Pettersson
- Tim Heed
- Dominik Bokk